# Тайпани
Тайпаните (Oxyuranus) са род влечуги от семейство Аспидови (Elapidae).
Таксонът е описан за пръв път от австралийския естественик Джеймс Рой Кингхорн през 1923 година.

## Видове
- Oxyuranus microlepidotus – Континентален тайпан
- Oxyuranus scutellatus – Тайпан
- Oxyuranus temporalis